# Oktober 1992
Portal Geschichte | Portal Biografien | Aktuelle Ereignisse | Jahreskalender | Tagesartikel

◄ |
19. Jahrhundert |
20. Jahrhundert
| 21. Jahrhundert

◄ |
1960er |
1970er |
1980er |
1990er
| 2000er | 2010er | 2020er | ►

◄ |
1988 |
1989 |
1990 |
1991 |
1992
| 1993 | 1994 | 1995 | 1996 | ►

◄ |
Juli 1992 |
August 1992 |
September 1992 |
Oktober 1992 |
November 1992 |
Dezember 1992 |
Januar 1993 |
►

## Tagesgeschehen

### Donnerstag, 1. Oktober 1992
- Bern/Schweiz: Im Strafgesetzbuch treten verschärfte Bestimmungen für Angriffe auf die sexuelle Selbstbestimmung in Kraft, im Besonderen für sexuelle Handlungen mit Kindern und mit abhängigen Personen, außerdem ist die Vergewaltigung in der Ehe zum ersten Mal in der Schweizer Geschichte als Straftat festgehalten und der Straftatbestand „Erregung öffentlichen Ärgernisses durch Homosexuelle“ ist negiert.[1][2]
- Bielefeld/Deutschland: Die Britische Armee transformiert das traditionsreiche Erste Korps, das u. a. am Tag der ersten Kampfhandlungen britischer Bodentruppen in Kontinentaleuropa im Zweiten Weltkrieg aktiv war, zum multinationalen Allied Command Europe Rapid Reaction Corps (deutsch Schnelles Reaktionskorps unter Alliiertem Kommando für Europa). Der Verband steht unter Befehl des Militärbündnisses NATO.[3]
- München/Deutschland: Die von der Projektgruppe Langlaufserie des Fernsehsenders ARD entwickelte Seifenoper Marienhof wird erstmals ausgestrahlt.[4]

### Freitag, 2. Oktober 1992
- São Paulo/Brasilien: Die Polizei des Bundesstaats São Paulo beendet den Aufstand im Gefängnis Casa de Detenção unter Anwendung von massiver Gewalt. Es kommen über 300 Einsatzkräfte mit Schusswaffen zum Einsatz, 111 Insassen verlieren ihr Leben. Das Gefängnis war mit doppelt so vielen Häftlingen belegt als baulich vorgesehen.[5]

### Sonntag, 4. Oktober 1992
- Frankfurt am Main/Deutschland: Der israelische Schriftsteller Amos Oz erhält den Friedenspreis des Deutschen Buchhandels.[6]

### Donnerstag, 8. Oktober 1992
- Stockholm/Schweden: Der saint-lucianische Dichter Derek Walcott erhält in diesem Jahr den Nobelpreis für Literatur.[7]

### Freitag, 9. Oktober 1992
- New York/Vereinigte Staaten: Der Sicherheitsrat der Vereinten Nationen verhängt wegen der Eskalation des Bosnienkriegs mit der Verabschiedung seiner Resolution 781 eine Flugverbotszone über Bosnien und Herzegowina. Die Maßnahme trifft nur die Luftstreitkräfte der Bundesrepublik Jugoslawien, da die anderen Konfliktparteien kein Gerät für Operationen zu Luft besitzen.[8]

### Samstag, 10. Oktober 1992
- Darmstadt/Deutschland: Die Deutsche Akademie für Sprache und Dichtung verleiht den Georg-Büchner-Preis an den 1914 in Österreich-Ungarn geborenen britischen Staatsbürger George Tabori.[9]
- Kailua-Kona/Vereinigte Staaten: Der Ironman Hawaii endet erneut mit Siegen der in Südafrika lebenden Athletin Paula Newby-Fraser bei den Frauen und von Mark Allen aus den Vereinigten Staaten bei den Herren. Für Newby-Fraser ist es der fünfte Sieg beim Ironman Hawaii und für Allen der vierte.[10][11]

### Montag, 12. Oktober 1992
- Stockholm/Schweden: Der Amerikaner Rudolph Arthur Marcus wird in diesem Jahr den Nobelpreis für Chemie erhalten. Die Stiftung ehrt sein Modell des Elektronentransfers in molekularen Systemen. Den Nobelpreis für Physiologie oder Medizin werden die Amerikaner Edmond Henri Fischer und Edwin Gerhard Krebs für die Erforschung des Stoffwechsels erhalten.[12][13]

### Dienstag, 13. Oktober 1992
- Stockholm/Schweden: Der Amerikaner Gary Becker wird in diesem Jahr „für seine Ausdehnung der mikroökonomischen Theorie auf einen weiten Bereich menschlichen Verhaltens und menschlicher Zusammenarbeit“ den Alfred-Nobel-Gedächtnispreis für Wirtschaftswissenschaften erhalten.[14]

### Mittwoch, 14. Oktober 1992
- Stockholm/Schweden: Der Nobelpreis für Physik wird in diesem Jahr an den  Franzosen Georges Charpak für seine technische Weiterentwicklung von Teilchendetektoren verliehen.[15]

### Freitag, 16. Oktober 1992
- Adria: Das Militärbündnis NATO beginnt im Bosnienkrieg mit der Überwachung des Luftraums über dem westlichen Balkan, um die Einhaltung des vom Sicherheitsrat der Vereinten Nationen für den Luftraum über Bosnien-Herzegowina verhängten Flugverbots zu kontrollieren. Das Verbot militärischer Bewegungen in der Adria selbst überwacht die NATO bereits seit Juli.[16]
- Oslo/Norwegen: Für „ihren Einsatz für die Menschenrechte“, insbesondere von Ureinwohnern, wird die guatemaltekische Staatsbürgerin Rigoberta Menchú vom Volk der Quiché den diesjährigen Friedensnobelpreis erhalten.[17]

### Dienstag, 20. Oktober 1992
- Bonn/Deutschland: Einen Tag nach dem Auffinden der Leichen der Politiker der Partei Bündnis 90/Die Grünen Gert Bastian und Petra Kelly teilt die Staatsanwaltschaft mit, dass ein Fremdverschulden auszuschließen sei. Bastian und Kelly gehörten ab 1983 zur ersten Fraktion der Grünen im Bundestag.[18]

### Freitag, 30. Oktober 1992
- Hongkong/Hongkong: Bei einem geheimen Treffen kommen Vertreter der chinesischen „Vereinigung für die Beziehungen über die Taiwanstraße“ und der taiwanesischen „Stiftung für den Austausch über die Taiwanstraße“ darin überein, dass es nur „ein China“ gibt. Ihre Interpretationen des Begriffs sollen beide Seiten in naher Zukunft präzise darlegen.[19]

### Samstag, 31. Oktober 1992
- London/Vereinigtes Königreich: Der britische Boxer Lennox Lewis und der Kanadier Donovan Ruddock kämpfen um den Status als Herausforderer des nächsten Box-Weltmeisters im Schwergewicht der Verbände IBF, WBA und WBC, der im November zwischen den Amerikanern Evander Holyfield und Riddick Bowe ermittelt werden soll. Lewis gewinnt gegen Ruddock durch K. o. in Runde 2.[20]